# Espacio de Fréchet
En análisis funcional y áreas relacionadas de matemáticas, los espacios Fréchet, que llevan el nombre de Maurice Fréchet, son espacios vectoriales topológicos especiales.
Son generalizaciones de espacios de Banach (espacio vectorial normado que es completo con respecto a la métrica inducida por la norma). Todos los espacios de Banach y de Hilbert son espacios de Fréchet.
Los espacios de funciones infinitamente diferenciables son ejemplos típicos de espacios de Fréchet, muchos de los cuales son típicamente espacios que no son de Banach.
Un espacio de Fréchet {\displaystyle X} se define como un espacio vectorial topológico (EVT) localmente convexo y metrizable que es completo como EVT, lo que significa que cada sucesión de Cauchy en {\displaystyle X} converge en algún punto en {\displaystyle X} (consúltese la nota al pie para obtener más detalles).
Nota importante: No todos los autores requieren que un espacio de Fréchet sea localmente convexo (discutido más abajo).
La topología de todo espacio de Fréchet es inducida por algún simetría traslacional métrico completo.
Por el contrario, si la topología de un espacio localmente convexo {\displaystyle X} es inducida por una métrica completa invariante en la traslación, entonces {\displaystyle X} es un espacio de Fréchet.
Fréchet fue el primero en usar el término "espacio de Banach" y Banach, a su vez, acuñó el término "espacio de Fréchet" para referirse a espacios vectoriales topológicos metrizables completos, sin el requisito de convexidad local (dicho espacio hoy en día a menudo se llama F-espacio).
La condición de localmente convexo fue añadida posteriormente por Nicolas Bourbaki.
Es importante tener en cuenta que un número considerable de autores (por ejemplo, Schaefer) usan el término F-espacio para referirse a un espacio de Fréchet (localmente convexo), mientras que otros no requieren que un espacio de Fréchet sea localmente convexo.
Además, algunos autores incluso usan "F-espacio" y "espacio de Fréchet" indistintamente.
Al consultar literatura matemática, se recomienda que el lector verifique siempre si la definición del libro o artículo de "F-espacio" y de "espacio de Fréchet" requiere o no convexidad local.

## Definiciones
Los espacios de Fréchet se pueden definir de dos formas equivalentes: el primero emplea una métrica de invariante a la traslación, y el segundo una familia de seminormas numerable.

### Definición métrica invariante
Un espacio vectorial topológico {\displaystyle X} es un espacio de Fréchet si y solo si satisface las siguientes tres propiedades:
1. Es un espacio localmente convexo.[nota 2]
2. Su topología puede ser inducida por una métrica invariante a la traslación, es decir, una métrica {\displaystyle d:X\times X\to \mathbb {R} } tal que {\displaystyle d(x,y)=d(x+z,y+z)} para todo {\displaystyle x,y,z\in X.} Esto significa que un subconjunto {\displaystyle U} de {\displaystyle X} es abierto si y solo si para cada {\displaystyle u\in U} existe un {\displaystyle r>0} tal que {\displaystyle \{v:d(v,u)<r\}} es un subconjunto de {\displaystyle U.}
3. Algunas (o de manera equivalente, todas) las métricas invariantes a la traslación en {\displaystyle X} que inducen la topología de {\displaystyle X} son completas.

- Suponiendo que se cumplan las otras dos condiciones, esta condición es equivalente a que {\displaystyle X} sea un espacio vectorial topológico completo, lo que significa que {\displaystyle X} es un espacio uniforme completo cuando está dotado de su uniformidad canónica (esta uniformidad canónica es independiente de cualquier métrica en {\displaystyle X} y se define completamente en términos de sustracción de vectores y entornos del origen de {\displaystyle X}; además, la uniformidad inducida por cualquier métrica invariante a la traslación (que define la topología) en {\displaystyle X} es idéntica a esta uniformidad canónica).

Debe tenerse en cuenta que no existe una noción natural de distancia entre dos puntos de un espacio de Fréchet: muchas métricas invariantes a la traslación diferentes pueden inducir la misma topología.

### Definición de familia contable de seminormas
La definición alternativa y algo más práctica es la siguiente: un espacio vectorial topológico {\displaystyle X} es un espacio de Fréchet si y solo si satisface las siguientes tres propiedades:
1. Es un espacio de Hausdorff
2. Su topología puede ser inducida por una familia contable de seminormas {\displaystyle ||\cdot ||_{k}} {\displaystyle k=0,1,2,\ldots }. Esto significa que un subconjunto {\displaystyle U\subseteq X} es abierto si y solo si para cada {\displaystyle u\in U} existe {\displaystyle K\geq 0} y {\displaystyle r>0} tal que {\displaystyle \{v\in X:\|v-u\|_{k}<r{\text{ para todo }}k\geq K\}} es un subconjunto de {\displaystyle U,}
3. Es completo con respecto a la familia de seminormas.

- Suponiendo que se cumplan las otras dos condiciones, esta condición es equivalente a que {\displaystyle X} sea un espacio vectorial topológico completo, lo que significa que {\displaystyle X} es un espacio uniforme completo cuando está dotado de su uniformidad canónica (esta uniformidad canónica es independiente de cualquier métrica en {\displaystyle X} y se define completamente en términos de la resta de vectores y los entornos del origen de {\displaystyle X}; además, la uniformidad inducida por cualquier métrica invariante a la traslación (que define la topología) en {\displaystyle X} es idéntica a esta uniformidad canónica).

Debe tenerse en cuenta que no existe una noción natural de distancia entre dos puntos de un espacio de Fréchet: muchas métricas invariantes a la traslación diferentes pueden inducir la misma topología.

### Como espacios de Baire tejidos
| Teorema: Un espacio vectorial topológico {\displaystyle X} es un espacio de Fréchet si y solo si es a la vez un espacio tejido y un espacio de Baire. (de Wilde, 1978) |

### Comparación con los espacios de Banach
A diferencia de los espacios de Banach, la métrica completa invariante a la traslación no necesita surgir de una norma.
Sin embargo, la topología de un espacio de Fréchet surge tanto de una paranorma total como de una F-norma (la "F" significa de Fréchet).
Aunque el espacio topológico de los espacios de Fréchet es más complicado que el de los espacios de Banach debido a la posible falta de una norma, aún se mantienen muchos resultados importantes en el análisis funcional, como el teorema de la función abierta, el teorema de la gráfica cerrada y el teorema de Banach-Steinhaus.

## Construcción de espacios de Fréchet
Recuerde que una seminorma {\displaystyle \|\cdot \|} es una función de un espacio vectorial {\displaystyle X} a los números reales que satisfacen tres propiedades.
Para todos los {\displaystyle x,y\in X} y todos los escalares {\displaystyle c,}
{\displaystyle \|x\|\geq 0}
{\displaystyle \|x+y\|\leq \|x\|+\|y\|}
{\displaystyle \|c\cdot x\|=|c|\|x\|}
Si {\displaystyle \|x\|=0\iff x=0}, entonces {\displaystyle \|\cdot \|} es de hecho una norma.
Sin embargo, las seminormas son útiles porque nos permiten construir espacios de Fréchet, como sigue:
Para construir un espacio de Fréchet, normalmente se comienza con un espacio vectorial {\displaystyle X} y se define una familia contable de seminormas {\displaystyle \|\cdot \|_{k}} en {\displaystyle X} con las siguientes dos propiedades:
- si {\displaystyle x\in X} y {\displaystyle \|x\|_{k}=0} para todos los {\displaystyle k\geq 0,} entonces {\displaystyle x=0};
- si {\displaystyle x_{\bullet }=\left(x_{n}\right)_{n=1}^{\infty }} es una secuencia en {\displaystyle X} que es Cauchy con respecto a cada seminorma {\displaystyle \|\cdot \|_{k},} entonces existe {\displaystyle x\in X} tal que {\displaystyle x_{\bullet }=\left(x_{n}\right)_{n=1}^{\infty }} converge a {\displaystyle x} con respecto a cada seminorma {\displaystyle \|\cdot \|_{k}.}

Luego, la topología inducida por estas seminormas (como se explicó anteriormente) convierte a {\displaystyle X} en un espacio de Fréchet; la primera propiedad asegura que es Hausdorff y la segunda propiedad asegura que está completa.
Una métrica completa invariante en la traducción que induce la misma topología en {\displaystyle X} se puede definir mediante
{\displaystyle d(x,y)=\sum _{k=0}^{\infty }2^{-k}{\frac {\|x-y\|_{k}}{1+\|x-y\|_{k}}}\qquad x,y\in X.}
La función {\displaystyle u\mapsto {\frac {u}{1+u}}} asigna {\displaystyle [0,\infty )} monótonamente a {\displaystyle [0,1),} y, por lo tanto, la definición anterior garantiza que {\displaystyle d(x,y)} es "pequeño" si y solo si existe {\displaystyle K} "grande", de modo que {\displaystyle \|x-y\|_{k}} es "pequeño" para {\displaystyle k=0,\ldots ,K.}.

## Ejemplos

### En análisis funcional puro
- Todo espacio de Banach es un espacio de Fréchet, ya que la norma induce una métrica invariante a la traducción y el espacio es completo con respecto a esta métrica.
- El espacio {\displaystyle \mathbb {R} ^{\omega }} de todas las secuencias de valor real se convierte en un espacio de Fréchet si se define la seminorma {\displaystyle k}-ésima de una secuencia como el valor absoluto del elemento {\displaystyle k}-ésimo de la secuencia. La convergencia en este espacio de Fréchet es equivalente a la convergencia de elementos.

### En variedades suaves
- El espacio vectorial {\displaystyle C^{\infty }([0,1])} de todas las funciones infinitamente diferenciables {\displaystyle f:[0,1]\to \mathbb {R} } se convierte en un espacio de Fréchet con las seminormas

{\displaystyle \|f\|_{k}=\sup\{|f^{(k)}(x)|:x\in [0,1]\}}
para cada entero no negativo {\displaystyle k.} Aquí, {\displaystyle f^{(k)}} denota la {\displaystyle k}-ésima derivada de {\displaystyle f,} y {\displaystyle f^{(0)}=f.} En este espacio de Fréchet, una secuencia {\displaystyle \left(f_{n}\right)\to f} de funciones converge hacia el elemento {\displaystyle f\in C^{\infty }([0,1])} si y solo si para cada entero no negativo {\displaystyle k\geq 0,} la secuencia {\displaystyle \left(f_{n}^{(k)}\right)\to f^{(k)}} converge uniformemente .
- El espacio vectorial {\displaystyle C^{\infty }(\mathbb {R} )} de todas las funciones infinitamente diferenciables {\displaystyle f:\mathbb {R} \to \mathbb {R} } se convierte en un espacio de Fréchet con las seminormas

{\displaystyle \|f\|_{k,n}=\sup\{|f^{(k)}(x)|:x\in [-n,n]\}}
para todos los enteros {\displaystyle k,n\geq 0.} Entonces, una sucesión de funciones {\displaystyle \left(f_{n}\right)\to f} converge si y solo si para todo {\displaystyle k,n\geq 0,} las sucesiones {\displaystyle \left(f_{n}^{(k)}\right)\to f^{(k)}} convergen compactamente.
- El espacio vectorial {\displaystyle C^{m}(\mathbb {R} )} de todas las funciones continuamente diferenciables {\displaystyle m}-tiempos {\displaystyle f:\mathbb {R} \to \mathbb {R} } se convierte en un espacio de Fréchet con las seminormas

{\displaystyle \|f\|_{k,n}=\sup\{|f^{(k)}(x)|:x\in [-n,n]\}}
para todos los enteros {\displaystyle n\geq 0} y {\displaystyle k=0,\ldots ,m.}
- Si {\displaystyle M} es una variedad {\displaystyle C^{\infty }} compacta y {\displaystyle B} es un espacio de Banach, entonces el conjunto {\displaystyle C^{\infty }(M,B)} de todas las funciones infinitamente diferenciables {\displaystyle f:M\to B} se puede convertir en un espacio de Fréchet usando como seminormas la suprema de las normas de todas las derivadas parciales. Si {\displaystyle M} es una variedad {\displaystyle C^{\infty }} (no necesariamente compacta) que admite una secuencia numerable {\displaystyle K^{n}} de subconjuntos compactos, de modo que cada subconjunto compacto de {\displaystyle M} está contenido en al menos un {\displaystyle K^{n},}, entonces los espacios {\displaystyle C^{m}(M,B)} y {\displaystyle C^{\infty }(M,B)} también son espacios de Fréchet de manera natural.

Como caso especial, cada variedad completa suave de dimensión finita {\displaystyle M} se puede convertir en una unión anidada de subconjuntos compactos: equípese con una variedad de Riemann {\displaystyle g} que induce una métrica {\displaystyle d(x,y),}, elíjase {\displaystyle x\in M,}; y entonces {\displaystyle K_{n}=\{y\in M:d(x,y)\leq n\}\ .}
Sea {\displaystyle X} una {\displaystyle C^{\infty }}-variedad compacta y {\displaystyle V} un fibrado vectorial sobre {\displaystyle X.} Sea {\displaystyle C^{\infty }(X,V)} el espacio de secciones uniformes de {\displaystyle V} sobre {\displaystyle X.} Elíjanse métricas y conexiones riemannianas, cuya existencia está garantizada, en los haces {\displaystyle TX} y {\displaystyle V.} Si {\displaystyle s} es una sección, denótese su derivada covariante jth por {\displaystyle D^{j}s.} Entonces
{\displaystyle \|s\|_{n}=\sum _{j=0}^{n}\sup _{x\in M}|D^{j}s|}
(donde {\displaystyle \|\,\cdot \,\|} es la norma inducida por la métrica de Riemann) es una familia de seminormas que convierten a {\displaystyle C^{\infty }(M,V)} en un espacio de Fréchet.

### En espacios de funciones holomorfas
- Sea {\displaystyle H} el espacio de funciones enteras (en todas partes holomorfas) en el plano complejo. Entonces la familia de seminormas

{\displaystyle \|f\|_{n}=\sup\{|f(z)|:|z|\leq n\}}
convierte {\displaystyle H} en un espacio Fréchet.
- Sea {\displaystyle H} el espacio de funciones enteras (holomorfas en todas partes) de tipo exponencial {\displaystyle \tau .} Entonces, la familia de seminormas

{\displaystyle \|f\|_{n}=\sup _{z\in \mathbb {C} }\exp \left[-\left(\tau +{\frac {1}{n}}\right)|z|\right]|f(z)|}
convierte {\displaystyle H} en un espacio de Fréchet.
No todos los espacios vectoriales con métricas invariantes de traducción completas son espacios de Fréchet. Un ejemplo es el espacio {\displaystyle L^{p}([0,1])} con {\displaystyle p<1.}
Aunque este espacio no es localmente convexo, es un F-espacio.

## Propiedades y otras nociones
Si un espacio de Fréchet admite una norma continua, entonces todas las seminormas utilizadas para definirlo pueden ser reemplazadas por normas añadiendo esta norma continua a cada una de ellas.
Un espacio de Banach, {\displaystyle C^{\infty }([a,b]),} {\displaystyle C^{\infty }(X,V)} con {\displaystyle X} compacto, y {\displaystyle H} todos admiten normas, mientras que {\displaystyle \mathbb {R} ^{\omega }} y {\displaystyle C(\mathbb {R} )} no lo hacen.
Un subespacio cerrado de un espacio de Fréchet es un espacio de Fréchet. Un cociente de un espacio de Fréchet por un subespacio cerrado es un espacio de Fréchet. La suma directa de un número finito de espacios de Fréchet es un espacio de Fréchet.
Un producto de numerosos espacios de Fréchet contables vuelve a ser siempre un espacio Fréchet. Sin embargo, un producto arbitrario de espacios de Fréchet será un espacio de Fréchet si y solo si todos "excepto algunos" de ellos son triviales (es decir, tienen dimensión 0). En consecuencia, un producto de innumerables espacios de Fréchet no triviales no puede ser un espacio de Fréchet (de hecho, dicho producto ni siquiera es metrizable porque su origen no puede tener una base de entorno contable). Entonces, por ejemplo, si {\displaystyle I\neq \varnothing } es cualquier conjunto y {\displaystyle X} es cualquier espacio de Fréchet no trivial (como {\displaystyle X=\mathbb {R} }, por ejemplo), entonces el producto {\displaystyle X^{I}=\prod _{i\in I}X} es un espacio de Fréchet si y solo si {\displaystyle I} es un conjunto contable.
Varias herramientas importantes de análisis funcional que se basan en el teorema de categorías de Baire siguen siendo válidas en los espacios de Fréchet; ejemplos son el teorema de la gráfica cerrada y el teorema de la función abierta. Precisamente, el
teorema de la función abierta implica que si {\displaystyle \tau {\text{and }}\tau _{2}} son topologías en {\displaystyle X} que convierten tanto {\displaystyle (X,\tau )} como {\displaystyle \left(X,\tau _{2}\right)} en espacios vectoriales topológicos completos metrizables (como los espacios de Fréchet) y si una topología es más fina o más gruesa que la otra, entonces deben ser iguales (es decir, si {\displaystyle \tau \subseteq \tau _{2}{\text{ o }}\tau _{2}\subseteq \tau {\text{ entonces }}\tau =\tau _{2}}).
Todo operador lineal acotado de un espacio de Fréchet a otro espacio vectorial topológico es continuo.
Existe un espacio de Fréchet {\displaystyle X} que tiene un subconjunto acotado {\displaystyle B} y también un subespacio vectorial denso {\displaystyle M} tal que {\displaystyle B} no está contenido en el cierre (en {\displaystyle X}) de ningún subconjunto acotado de {\displaystyle M}.
Todos los espacios de Fréchet son reflexivos. En la teoría de los espacios estereotipados, los espacios de Fréchet son objetos duales de los espacios de Brauner.
Todos los espacios de Montel metrizables son separables. Un espacio de Fréchet separable es un espacio de Montel si y solo si cada secuencia convergente débil-* en su dual continuo es fuertemente convergente.
El espacio dual fuerte {\displaystyle X_{b}^{\prime }} de un espacio de Fréchet (y más generalmente, de cualquier espacio metrizable localmente convexo) {\displaystyle X} es un DF-espacio.
El dual fuerte de un espacio DF es un espacio de Fréchet.
El dual fuerte de un espacio de Fréchet reflexivo es un espacio bornológico y un espacio de Ptak. Todo espacio de Fréchet es un espacio de Ptak.
El bidual fuerte (es decir, el espacio dual fuerte del espacio dual fuerte) de un espacio metrizable localmente convexo es un espacio de Fréchet.

### Normas y normabilidad
Si {\displaystyle X} es un espacio localmente convexo, entonces la topología de {\displaystyle X} puede ser definida por una familia de normas continuas en {\displaystyle X} (una norma es una seminorma definida positiva) si y solo si existe al menos una norma continua en {\displaystyle X.}
Incluso si un espacio de Fréchet tiene una topología que está definida por una familia (contable) de normas (todas las normas también son seminormas), es posible que aún no sea un espacio vectorial normado (lo que significa que su topología no puede ser definida por ninguna norma única).
El espacio de todas las secuencias {\displaystyle \mathbb {K} ^{\mathbb {N} }} (con la topología del producto) es un espacio de Fréchet. No existe ninguna topología de Hausdorff localmente convexa en {\displaystyle \mathbb {K} ^{\mathbb {N} }} que sea estrictamente más gruesa que esta topología del producto.
El espacio {\displaystyle \mathbb {K} ^{\mathbb {N} }} no es normable, lo que significa que su topología no puede ser definida por ninguna norma. Además, no existe ninguna norma continua sobre {\displaystyle \mathbb {K} ^{\mathbb {N} }}. De hecho, como muestra el siguiente teorema, siempre que {\displaystyle X} es un espacio de Fréchet en el que no existe ninguna norma continua, esto se debe enteramente a la presencia de {\displaystyle \mathbb {K} ^{\mathbb {N} }} como subespacio.
| Teorema: Sea {\displaystyle X} un espacio de Fréchet sobre el cuerpo {\displaystyle \mathbb {K} .} Entonces, las siguientes proposiciones son equivalentes: 1. {\displaystyle X} no admite una norma continua (es decir, cualquier seminorma en {\displaystyle X} puede no ser una norma). 2. {\displaystyle X} contiene un subespacio vectorial que es un espacio vectorial topológico isomorfo a {\displaystyle \mathbb {K} ^{\mathbb {N} }.} 3. {\displaystyle X} contiene un subespacio vectorial complementado que es un espacio vectorial topológico isomorfo a {\displaystyle \mathbb {K} ^{\mathbb {N} }.} |

Si {\displaystyle X} es un espacio de Fréchet no normable en el que existe una norma continua, entonces {\displaystyle X} contiene un subespacio vectorial cerrado que no tiene complemento topológico.
Un espacio espacio localmente convexo metrizable es normable si y solo si su espacio dual fuerte es un espacio de Fréchet–Urysohn localmente convexo. En particular, si un espacio metrizable localmente convexo {\displaystyle X} (como un espacio de Fréchet) es no normable (lo que solo puede suceder si {\displaystyle X} es de dimensión infinita), entonces su espacio dual fuerte {\displaystyle X_{b}^{\prime }} no es un espacio de Fréchet-Urysohn y, en consecuencia, este espacio de Hausdorff completo localmente convexo {\displaystyle X_{b}^{\prime }} tampoco es metrizable ni normable.
El espacio dual fuerte de un espacio de Fréchet (y más generalmente de los espacios bornológicos como los espacios vectoriales topológicos metrizables) es siempre un espacio vectorial topológico completo y, por lo tanto, como cualquier espacio vectorial topológico completo, es normable si y solo si su topología puede ser inducida por un espacio de Banach (es decir, si y solo si se puede convertir en un espacio de Banach que tenga la misma topología).
Si {\displaystyle X} es un espacio de Fréchet, entonces {\displaystyle X} es normable si (y solo si) existe una norma completa en su espacio dual continuo {\displaystyle X'} tal que la topología inducida por la norma en {\displaystyle X'} es más fina que la topología débil-*.
En consecuencia, si un espacio de Fréchet es no normal (lo que solo puede suceder si es de dimensión infinita), entonces tampoco lo es su espacio dual fuerte.

### Teorema de Anderson-Kadec
| Teorema de Anderson–Kadec: Todo espacio de Fréchet real separable de dimensión infinita es homeomorfo a {\displaystyle \mathbb {R} ^{\mathbb {N} },} el producto cartesiano de numerosas copias numerables de la recta real {\displaystyle \mathbb {R} .} |

Debe tenerse en cuenta que el homeomorfismo descrito en el teorema de Anderson-Kadec es no necesariamente lineal.
| Teorema de Eidelheit: Un espacio de Fréchet es isomorfo a un espacio de Banach o tiene un espacio cociente isomorfo a {\displaystyle \mathbb {R} ^{\mathbb {N} }.} |

## Diferenciación de funciones
Si {\displaystyle X} y {\displaystyle Y} son espacios Fréchet, entonces el espacio {\displaystyle L(X,Y)} que consta de todas las aplicaciones lineales continuas desde {\displaystyle X} hasta {\displaystyle Y} no es un espacio de Fréchet de cualquier manera natural. Esta es una gran diferencia entre la teoría de los espacios de Banach y la de los espacios de Fréchet y requiere una definición diferente para la diferenciabilidad continua de las funciones definidas en los espacios de Fréchet, la derivada de Gateaux:
Supóngase que {\displaystyle U} es un subconjunto abierto de un espacio de Fréchet {\displaystyle X,} {\displaystyle P:U\to Y} es una función valorada en un espacio de Fréchet {\displaystyle Y,} {\displaystyle x\in U} y {\displaystyle h\in X.} La aplicación {\displaystyle P} es diferenciable en {\displaystyle x} en la dirección {\displaystyle h} si existe el límite
{\displaystyle D(P)(x)(h)=\lim _{t\to 0}\,{\frac {1}{t}}\left(P(x+th)-P(x)\right)}
Se dice que la aplicación {\displaystyle P} es continuamente diferenciable en {\displaystyle U} si la siguiente aplicación {\displaystyle D(P):U\times X\to Y} es continua. Dado que el producto de los espacios de Fréchet es nuevamente un espacio de Fréchet, se puede intentar diferenciar {\displaystyle D(P)} y definir las derivadas superiores de {\displaystyle P} de esta manera.
El operador derivada {\displaystyle P:C^{\infty }([0,1])\to C^{\infty }([0,1])} definido por {\displaystyle P(f)=f'} es en sí mismo infinitamente diferenciable. La primera derivada está dada por
{\displaystyle D(P)(f)(h)=h'}
para dos elementos cualesquiera {\displaystyle f,h\in C^{\infty }([0,1]).} Esta es una gran ventaja del espacio de Fréchet {\displaystyle C^{\infty }([0,1])} sobre el espacio de Banach {\displaystyle C^{k}([0,1])} para {\displaystyle k} finito.
Si {\displaystyle P:U\to Y} es una función continuamente diferenciable, entonces la ecuación diferencial
{\displaystyle x'(t)=P(x(t)),\quad x(0)=x_{0}\in U}
no necesita tener ninguna solución, e incluso si la tiene, las soluciones no necesitan ser únicas. Este hecho está en marcado contraste con la situación en los espacios de Banach. En general, el teorema de la función inversa no es cierto en los espacios de Fréchet, aunque un sustituto parcial es el teorema de Nash-Moser.

## Variedades de Fréchet y grupos de Lie
Se pueden definir variedades de Fréchet como espacios que "se parecen localmente" a espacios de Fréchet (al igual que las variedades ordinarias se definen como espacios que se parecen localmente a un espacio euclídeo {\displaystyle \mathbb {R} ^{n}}), y luego se puede extender el concepto de grupo de Lie a estas variedades.
Esto es útil porque para una variedad {\displaystyle C^{\infty }} compacta (ordinaria) dada {\displaystyle M}, el conjunto de todos los {\displaystyle C^{\infty }} difeomorfismos {\displaystyle f:M\to M} forma un grupo de Lie generalizado en este sentido, y este grupo de Lie captura las simetrías de {\displaystyle M}.
Algunas de las relaciones entre las álgebras de Lie y los grupos de Lie siguen siendo válidas en este contexto.
Otro ejemplo importante de un grupo de Fréchet-Lie es el grupo de bucle de un grupo de Lie compacto {\displaystyle G}, las aplicaciones suaves ({\displaystyle C^{\infty }}) {\displaystyle \gamma :S^{1}\to G,} multiplicadas puntualmente por {\displaystyle \left(\gamma _{1}\gamma _{2}\right)(t)=\gamma _{1}(t)\gamma _{2}(t)..}

## Generalizaciones
Si se elimina el requisito de que el espacio sea localmente convexo, se obtiene los F-espacios: espacios vectoriales con métricas completas invariantes respecto a la traslación.
Los LF-espacios son límites inductivos contables de los espacios de Fréchet.